# Dilatant

De benodigde schuifspanning als functie van de te bereiken schuifsnelheid voor verschillende soorten vloeistoffen. Dilatante vloeistoffen worden viskeuzer naarmate de beweging van de vloeistof toeneemt.

Dilatantie is de eigenschap van een niet-newtoniaanse vloeistof, waarbij de viscositeit bij een schuifspanning toeneemt maar niet door de tijd. Na het opheffen van de schuifspanning keert de beginviscositeit direct weer terug. Hoe groter de afschuifkracht des te hoger is de viscositeit. Dilatantie treedt op doordat de deeltjes door de optredende afschuifspanning vaker met elkaar in botsing komen dan zonder deze afschuifspanning. Hierdoor gaan de deeltjes elkaar wegdrukken en wordt de viscositeit en het volume groter. Dit verschijnsel treedt voornamelijk op bij geconcentreerde dispersies.
Dilatantie is nauw verwant aan reopexie, waarbij de viscositeit ook nog enige tijd na de uitoefening van de schuifspanning hoger is en waarbij het volume niet groter wordt. De oorzaak is hetzelfde. De structuur van de vloeistof verandert, waardoor er grotere wisselwerkingen tussen de deeltjes optreden.
Reologie is de wetenschap die zich bezighoudt met de vervorming- en vloei-eigenschappen van vloeistoffen.

## Voorbeelden van dilatante vloeistoffen
- Als bij een toenemende snelheid met een theelepel door honing geroerd wordt neemt de weerstand voelbaar toe, doordat de viscositeit door de afschuifkracht toeneemt.
- Bij drijfzand wordt de viscositeit sterk verhoogd als geprobeerd wordt iets of iemand er snel uit te trekken. Door afschuiving wordt het water uit het zand-watermengsel gedrukt, waardoor de zandkorrels meer aan elkaar gaan kleven en daardoor een hogere viscositeit geven.
- Door Dow Chemical is een dilatant kneedmateriaal ontwikkeld dat normaal gekneed kan worden, maar dat zich bij een plotselinge mechanische belasting geheel anders gedraagt. Als een bal van dit materiaal op de grond wordt geworpen stuitert deze als een gummibal terug. Wordt er zeer hard met een hamer opgeslagen dan versplintert het net zoals keramiek in vele kleine scherpe stukjes. Bij het stuktrekken ontstaan scherpe en gladde breukkanten. Tot nu toe wordt er speelgoed van gemaakt en in de handel gebracht onder de namen: Silly Putty, bouncing putty, hüpfender Kitt.

## Dilatantie bij grond

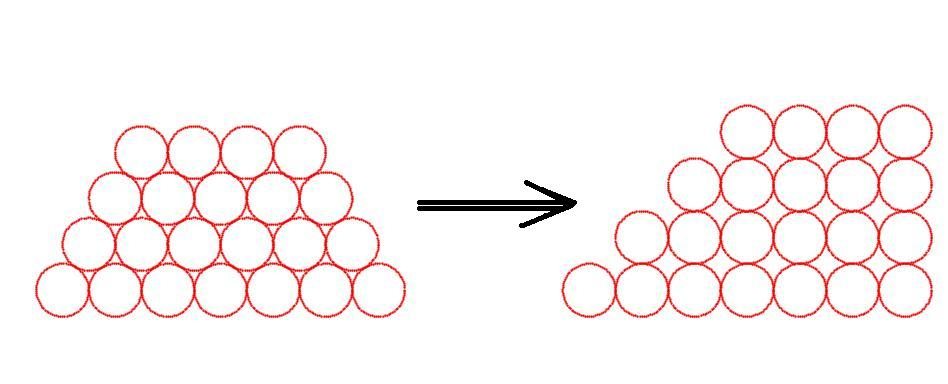
Dilatantie in grond

Hoekververvormingen van grond gaan vaak gepaard met ongewilde of onverwachte volumeveranderingen. Los zand heeft de tendens om dichter te worden, en vast gepakt zand kan eigenlijk alleen maar vervormen als het tegelijk wat losser wordt. Men noemt dat ook dilatantie, een verschijnsel ontdekt door Reynolds, in 1885. Deze eigenschap veroorzaakt dat bij het lopen op het strand langs de waterlijn het dicht gepakte zand rondom de voet droog gezogen wordt, door de volumevergroting eronder. Een dichte stapeling van kogels zal bij afschuiven van de ene laag over de andere in volume uitzetten, zie figuur. De ruimte tussen de korrels neemt daarbij toe. Anderzijds heeft een heel losse stapeling bij vervorming de neiging als het ware in te storten, met een verkleining van het volume. Dergelijke volumeverkleiningen van het korrelskelet van grond zijn vooral erg belangrijk als de grond verzadigd is met water. De volumeverkleiningen worden dan namelijk tegengewerkt door het water in de poriën, en dat kan leiden tot een aanzienlijke verhoging van de druk in het poriënwater. Veel ongelukken in de geotechniek zijn ontstaan doordat de waterdrukken werden onderschat. Bij aardbevingen in Japan wordt met water verzadigd zand vaak in korte tijd verdicht. Daarbij ontstaan overdrukken in het grondwater, en de zandkorrels kunnen als het ware gaan drijven in het water: drijfzand. Het feit dat in de geulen in de monding van de Oosterschelde het zand erg los gepakt was, heeft het noodzakelijk gemaakt het zand daar ter plaatse eerst te verdichten voor de bouw van de stormvloedkering. Ook het zand dat is opgespoten voor de aanleg van het vliegveld Tjek Lap Kok in Hongkong is eerst verdicht voordat de landingsbanen en de gebouwen er op zijn gebouwd.
Drijfzand ontstaat dus door dilatantie van grond, en vormt dan een dilante vloeistof.

## Tractiecontrole
Als passieve tractiecontrole wordt bij sommige vierwielaangedreven voertuigen een dilatante vloeistof gebruikt. Op een normaal wegdek is de snelheid van de voor- en achterwielen dezelfde en is de afschuiving van de vloeistof laag, waardoor er maar één stel wielen wordt aangedreven. Wanneer de eerstaangedreven wielen gaan slippen neemt de afschuiving toe, waardoor de vloeistof dikker wordt en ook het tweede stel wielen meer en meer aangedreven wordt totdat bij maximale belasting alle vier de wielen aangedreven worden.